# Thornton (Illinois)
Thornton es una villa ubicada en el condado de Cook en el estado estadounidense de Illinois. En el Censo de 2010 tenía una población de 2338 habitantes y una densidad poblacional de 380,09 personas por km².

## Geografía
Thornton se encuentra ubicada en las coordenadas 41°34′27″N 87°37′10″O / 41.57417, -87.61944. Según la Oficina del Censo de los Estados Unidos, Thornton tiene una superficie total de 6.15 km², de la cual 6.08 km² corresponden a tierra firme y (1.09%) 0.07 km² es agua.

## Demografía
Según el censo de 2010, había 2338 personas residiendo en Thornton. La densidad de población era de 380,09 hab./km². De los 2338 habitantes, Thornton estaba compuesto por el 83.02% blancos, el 9.62% eran afroamericanos, el 0.56% eran amerindios, el 0.68% eran asiáticos, el 0.04% eran isleños del Pacífico, el 3.29% eran de otras razas y el 2.78% pertenecían a dos o más razas. Del total de la población el 8.77% eran hispanos o latinos de cualquier raza.